# Skírnir

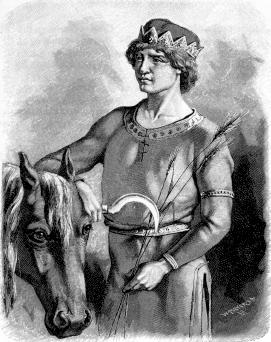
Une illustration par Fredrik Sander de l'édition suédoise l'Edda poétique (1893)

Dans la mythologie nordique, Skírnir (le brillant, l'éclatant) est le messager de Freyr. Il a notamment été envoyé auprès des nains afin de leur demander de fabriquer Gleipnir, une corde magique qui servit à emprisonner Fenrir. Il a été le porteur de Draupnir qu'il offrira à la géante Gerd au nom de Freyr et en gage de son amour. Il se vit offrir l'épée de Freyr en récompense.